# Triacisicosaedro
In geometria solida il triacisicosaedro è uno dei tredici poliedri di Catalan, duale del dodecaedro troncato. Può essere ottenuto incollando piramidi triangolari su ognuna delle 20 facce dell'icosaedro.
È un poliedro non regolare, le cui 60 facce sono identici triangoli isosceli aventi un lato che misura {\displaystyle {\begin{matrix}{{15+{\sqrt {5}}} \over 10}\end{matrix}}} volte gli altri due.

## Area e volume
L'area A ed il volume V di un triacisicosaedro i cui spigoli più corti hanno lunghezza a sono le seguenti:

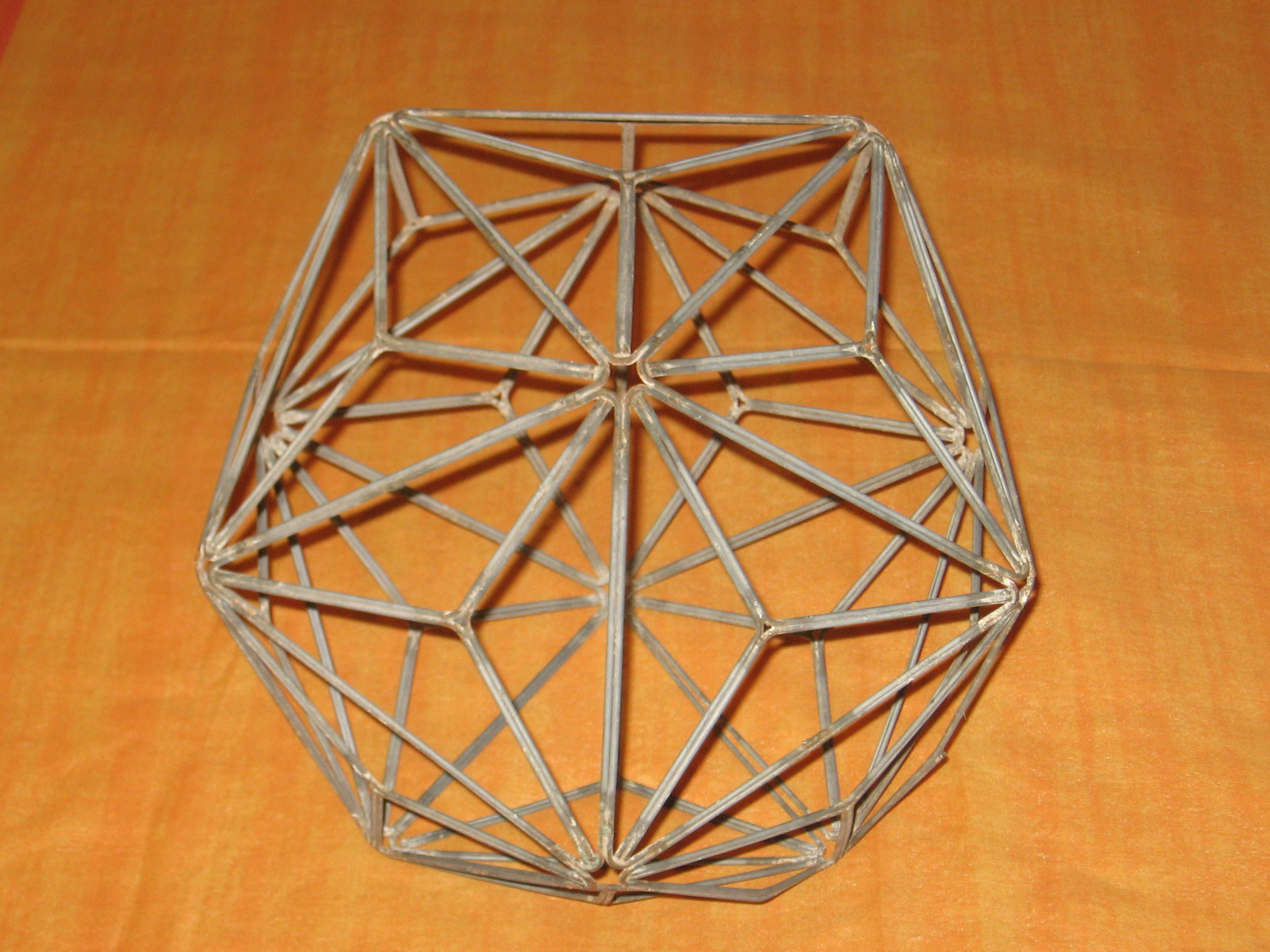
Lo scheletro del triacisicosaedro

{\displaystyle A={\begin{matrix}{75 \over 11}\end{matrix}}{\sqrt {{\begin{matrix}{1 \over 2}\end{matrix}}(313+117{\sqrt {5}})}}a^{2}}
{\displaystyle V={\begin{matrix}{125 \over 44}\end{matrix}}(19+9{\sqrt {5}})a^{3}}

## Dualità
Il poliedro duale del triacisicosaedro è il dodecaedro troncato, un poliedro archimedeo.

## Simmetrie
Il gruppo delle simmetrie del triacisicosaedro ha 120 elementi; il gruppo delle simmetrie che preservano l'orientamento è il gruppo icosaedrale {\displaystyle I\cong A_{5}}. Sono gli stessi gruppi di simmetria dell'icosaedro, del dodecaedro e del dodecaedro troncato.

## Altri solidi
I 30 spigoli più lunghi del triacisicosaedro e i 12 vertici in cui essi concorrono, ovvero i vertici con valenza 10, sono spigoli e vertici di un icosaedro. Gli altri 20 vertici del triacisicosaedro sono vertici di un dodecaedro.